# Nicolaas Henneman

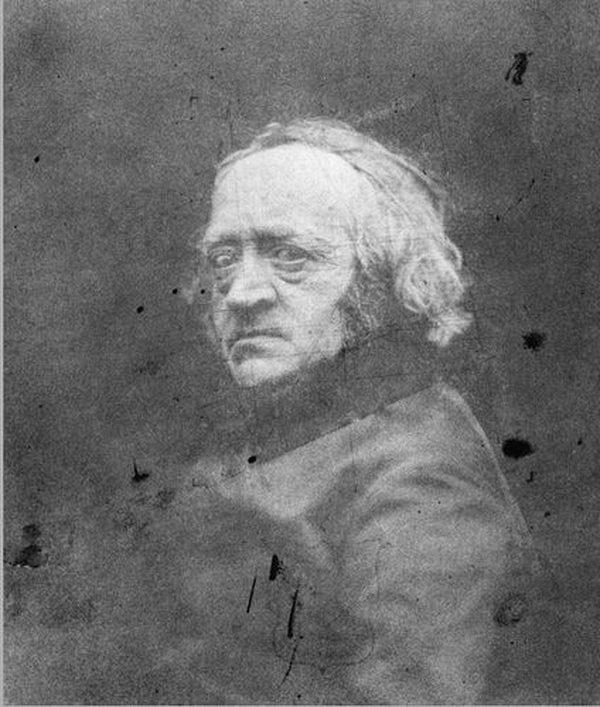
Nicolaas Henneman: Portrét malíře Williama Henryho Hunta

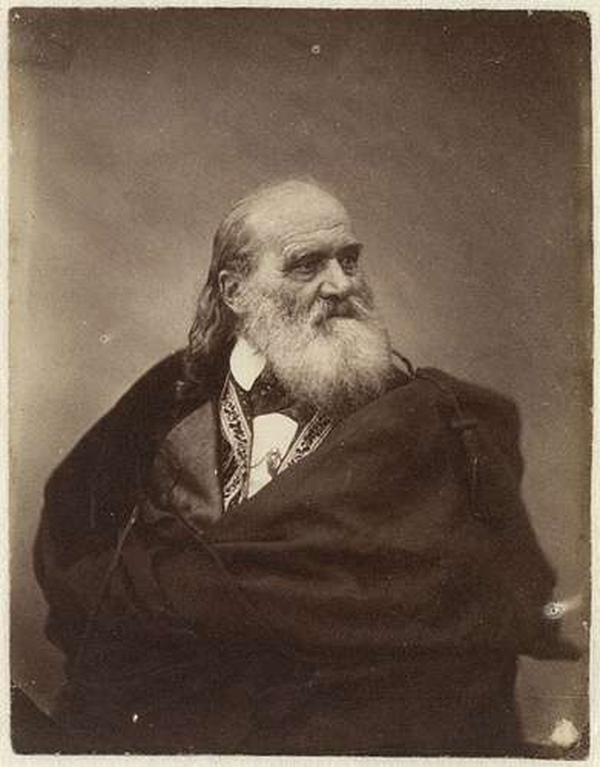
Nicolaas Henneman: Portrét Signora Sentury (takzvaný portrét Lajose Kossutha, 1852

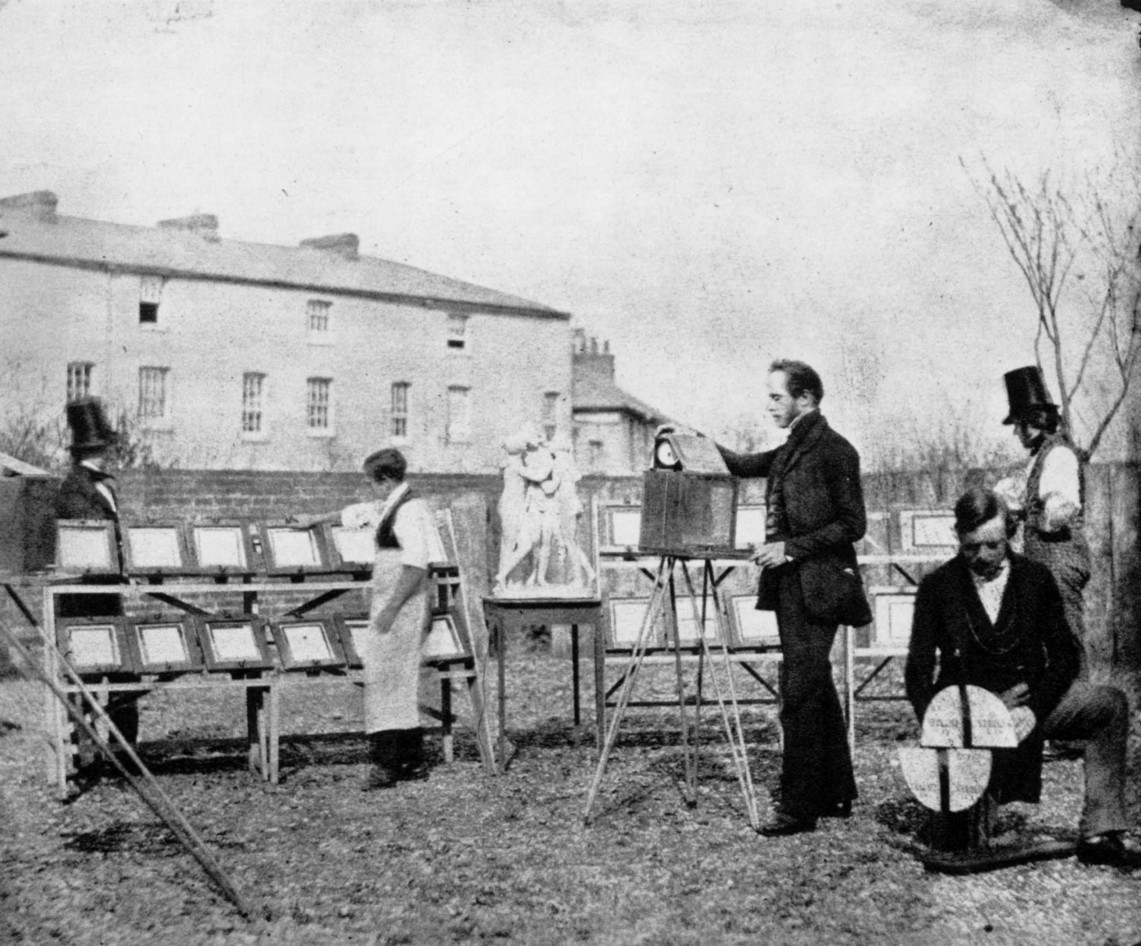
Nicholas Hennemann fotografuje sousoší Tři Grácie v Readingu, kolem roku 1845

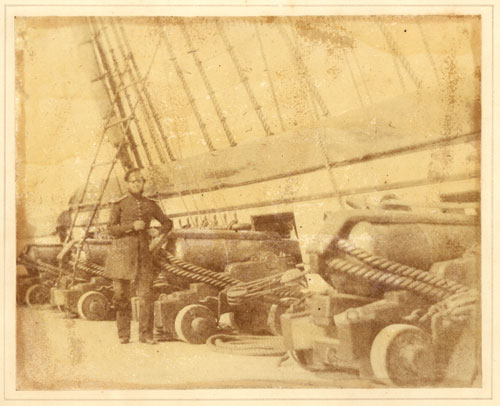
Nicholas Henneman: Důstojník na palubě HMS Superb, 1845

Nicolaas Henneman (8. listopadu 1813, Heemskerk – 18. ledna 1898, Londýn) byl nizozemský fotograf známý jako asistent anglického průkopníka fotografie Williama Foxe Talbota. V roce 1844 se usadil v Readingu, aby tam podporoval komerční využití fotografického vynálezu. Ve stejném roce bylo jeho hlavním úkolem vytisknout první knihu na světě ilustrovanou fotografiemi, Talbotovu Tužku přírody. Studio v Readingu nicméně nemělo dlouhodobý komerční úspěch, a proto bylo o tři roky později přemístěno do Londýna. Krátce nato byl Henneman, v té době ženatý se Sarah Price, jmenován dvorním fotografem britské královny Viktorie. Žádná z jeho fotografií královské rodiny se však nedochovala. Doprovázel londýnskou světovou výstavu roku 1851 jako jeden z oficiálních fotografů. Přiřadit konkrétní díla fotografovi je obtížné, řada jeho fotografií je pravděpodobně uvedena v katalozích a muzejních sbírkách pod cizími jmény. V roce 1858 se Henneman musel z ekonomických důvodů vzdát svého podnikání a do roku 1868 pracoval jako asistent jiného fotografa v Birminghamu. Od svého návratu až do své smrti žil v jednom a tom stejném bytě v Londýně.

## Životopis
Nicolaas Henneman se narodil 8. listopadu v Heemskerku, jako páté ze třinácti dětí Arie Engelsze Hennemana (1778–1840) a Petronelly Waagmeesterové (asi 1783–1855). V roce 1827 již nežil se svými rodiči, ale pracoval jako domácí sluha v Haagu.
Od roku 1827 pracoval jako úředník u Jacoba Borila, nizozemského velvyslance u portugalského soudu. V roce 1833 Hennemann odešel do Paříže, kde pracoval pro lady Elizabeth Fieldingovou, matku Williama Henryho Foxe Talbota. V roce 1839 začal Henneman pracovat jako služebník pro samotného Williama Henryho Foxe Talbota na jeho venkovském statku v Lacocku a brzy se účastnil jeho fotografických experimentů.
Dne 16. března 1841 se datuje první portrét Hennemanna, který vytvořil Talbot. V této době Talbot zmiňuje Hennemana ve svých několika dopisech a upozorňuje na jeho aktivní účast na fotografických experimentech. V květnu až červnu 1842 Hennemann doprovázel Talbota na cestě do Německa, Francie a Belgie. Od 12. května do 21. července 1843 znovu doprovázel Talbota na turné po Francii, kde fotografovali několik ulic a kostelů v Paříži, katedrálu v Rouenu a most v Orleansu. Talbot dokonce plánoval otevřít komerční studio v Paříži, ale k tomu nikdy nedošlo. Rovněž nebyl realizován plán vydání fotoalba o francouzských katedrálách.

### Studio v Readingu
V roce 1844 se Henneman stal zástupcem Talbotovy firmy v Readingu; dílna tam pravděpodobně nebyla jeho majetkem, ale patřila Talbotovi. Specializovala se na knižní fotografické ilustrace (Historik Larry Schaaf navrhuje jinou interpretaci: podle jeho názoru se Henneman s Talbotem rozešel a založil v Readingu vlastní studio). Předpokládá se, že Henneman měl na starosti kreativní stránku práce v Readingu (jeho plat byl stanoven ve výši 150 liber ročně, stejně jako jeden šilink za každý negativ plus jeden šilink za sto pozitivů) a Benjamin B. Cowderoy se zabýval ekonomickými problémy. Právě v této době Hennemann zaučoval v rámci několika prvních lekcí budoucího významného fotografa Antoina Claudeta. V roce 1844, od 25. září do 2. listopadu, doprovázel Talbota při cestě na sever, aby pomohl fotografovat skotské orientační body pro Sun Pictures. Dne 24. června vyšla Tužka přírody, první ilustrovaná kniha s fotografickými ilustracemi, kterou vytvořili Talbot a Hennemann v Readingu. Šesté a poslední číslo vyšlo v dubnu 1846. V roce 1845 se Henneman vydal na výlet s Talbotem a umělcem Calvertem Jonesem do Yorku, Bristolu a Devonu, kde fotografoval. Přibližně ve stejné době fotografoval Talbot s pomocí Hennemana třiadvacet orientačních bodů Skotska, které byly spojeny s biografií spisovatele Waltera Scotta. V listopadu byl Henneman pověřen pořídit fotografický portrét Eduarda, prince z Walesu a jedné z princezen. Tyto portréty byly následně ztraceny a dodnes nebyly nalezeny. V místnosti New Roman v Readingu byly vystaveny některé Hennemannovy kalotypy. V roce 1846 absolvoval u Hennemana lekce kalotypie George Wilson Bridges, další budoucí významný fotograf.
Henneman věnoval velkou pozornost fotografiím uměleckých děl. Pro Kroniku španělských malířů vytvořil šedesát kalotypů děl španělských umělců Annals of the Artists of Spain. Jednalo se o první knihu uměleckých reprodukcí. Fotograf považoval tento úkol za výzvu, protože fotografování uměleckého díla vyžaduje značné technické dovednosti. I podle moderních standardů jsou tyto fotografie považovány za velmi kvalitní. Přežila fotografie z roku 1846, na které Hennemann, obklopený svými spolupracovníky, v Readingu fotografoval sousoší Tři Grácie.

### Studio na Regent Street
Na jaře roku 1847 se Talbot rozhodl studio v Readingu zavřít. Pozval Hennemana do Londýna, aby založil studio na Regent Street. Bylo vybudováno z finančních prostředků od Talbota, který ateliér původně vlastnil, ale kvůli nepříjemnostem při vedení ateliéru z jeho panství v Lacocku jej přenechal Hennemanovi. Talbot ve svém dopise napsal: „Chtěl bych vědět, jestli byste chtěli podnikat jako fotograf, kdybych vám půjčil peníze na zahájení a udělení licence za zvýhodněných podmínek. Chci, abyste zvážil můj návrh a dejte mi vědět, pokud si na to troufáte, myslím, že můžete uzavřít partnerství s Agostinem Malonem. Myslím, že vy dva byste mohli slušně podnikat na Regent Street.“ Henneman a mladý chemik Thomas Augustine Malone přijali Talbotovu nabídku na vytvoření vlastního portrétního studia a podepsali s ním smlouvu 16. a 17. června. Studio se jmenovalo Nicholas Henneman’s Talbotype or Sun Picture Rooms a inzerovalo své služby jako královské studio. V roce 1849 Henneman a Malone vydali album fotografických reprodukcí rytin portrétů španělských umělců 17. století. Kniha vyšla pouze v padesáti výtiscích. Firma Henneman & Malone se snažila být inovativní, propagovala fotografii reklamou na elektrickém vývěsním štítu a na Velké výstavě průmyslových děl všech národů z roku 1851 vystavovala širokou škálu fotografií, včetně děl nejen na papíře, ale také na hedvábí a další materiálech.
Přežilo několik fotografií, které byly pořízeny ve studiu na Regent Street (následně změnilo svoji adresu vícekrát a podle Schaafa se rozšířilo prostřednictvím poboček, takže pro venkovní fotografování založil Henneman další studio poblíž hřbitova Kensal Green.). Jediným portrétem, který byl s jistotou pořízen v tomto ateliéru, je portrét umělce Williama Henryho Hunta (v současnosti, 2020, ve sbírce Muzea historie vědy v Oxfordu.) Jemná mřížka čar tužkou na portrétu může naznačovat, že Hunt později použil fotografii k vytvoření autoportrétu.
Dne 9. března 1850 se v Literárních novinách objevila reklama na studio Hennemana a Malona a 13. března v novinách The Times. V roce 1851 se studio účastnilo světové výstavy v Hyde Parku. Malone krátce poté opustil firmu. Studio nadále existovalo pod názvem Henneman & Co. V listopadu Hennemann během svého pobytu v Londýně pořídil portrét maďarského bojovníka za nezávislost Lajose Kossutha a tento portrét zveřejnil 31. prosince v novinách The Times. Někteří moderní vědci se domnívají, že to byl reklamní podvod. Kossuth v této době byl mnohem mladší než starý muž zachycený na fotografii, což u historiků vyvolává pochybnosti o správnosti novinové zprávy, navíc u jednoho z pozitivů, který je ve sbírce Rijksmuseum v Amsterdamu, je uvedeno jméno úplně jiné osoby. Výtěžek z prodeje fotografie, která se prodávala za 15 šilinků, šel ve prospěch maďarských uprchlíků. V prosinci 1852 Henneman nabídl několik portrétů pro fotografickou výstavu v Londýně. Jednalo se o vůbec první výstavu fotografií v Anglii.
V roce 1853 si sám Oscar Gustave Rejlander absolvoval u Hennemanna tři až pět hodin lekcí kalotypů, když se v té době začal zajímat o fotografii. Rejlander později vzpomínal, jak jednou sotva stihnul svůj vlak, jak musel velmi spěchat ze zajímavé výuky s Hennemannem. V roce 1853 začal Hennemann učit fotografii na nově otevřené vzdělávací instituci – The Royal Panopticon of Science and Art (v roce 1856 byl tento institut uzavřen z důvodu neúspěšného podnikání). Aktivně se účastnil výstav fotografií a daguerrotypií v galerii Royal Watercolour Society (Královské společnosti umělců akvarelistů) v Londýně, zúčastnil se také výstavy Asociace průmyslu v průmyslovém paláci v Amsterdamu.
V roce 1856 se Hennemann zúčastnil další výstavy fotografií a daguerrotypií v galerii Royal Society of Watercolor Painters a představil několik barevných portrétů, které vzbudily velký zájem veřejnosti.

### Poslední roky života
Důvěryhodnost fotografa a účast na výstavách nepřinesly komerční úspěch, v roce 1856 bylo Hennemannovo studio kvůli vážným finančním problémům uzavřeno. Talbot se neúspěšně pokusil najít pro Hennemana prestižní a dobře placenou práci. V letech 1863 až 1867 působil Henneman na pozvání Napoleona Saroniho (bratra fotografa Olivera Françoise Xaviera Saroniho, který měl fotografické studio ve Scarboroughu) ve svém ateliéru v Birminghamu. V roce 1868 Talbotovi v dopise sděloval, že není spokojen se svou pozicí najatého fotografa v Birminghamu: byl nucen pracovat v místnosti, která připomíná spíše skříň než místnost, kde se současně nacházejí toxické chemikálie, a trpí vážné zdravotní problémy... Henneman nakonec z této práce odešel a vrátil se do Londýna. Na nějakou dobu chtěl jít do Portugalska, aby tam otevřel vlastní fotografické studio, ale poté se fotografování vzdal. Od roku 1872 do roku 1897 provozoval Henneman a jeho manželka levný hotel na Half Moon Street, 18 let, v Londýně.
Nicholas Henneman zemřel 18. ledna 1898, bylo mu 84 let.

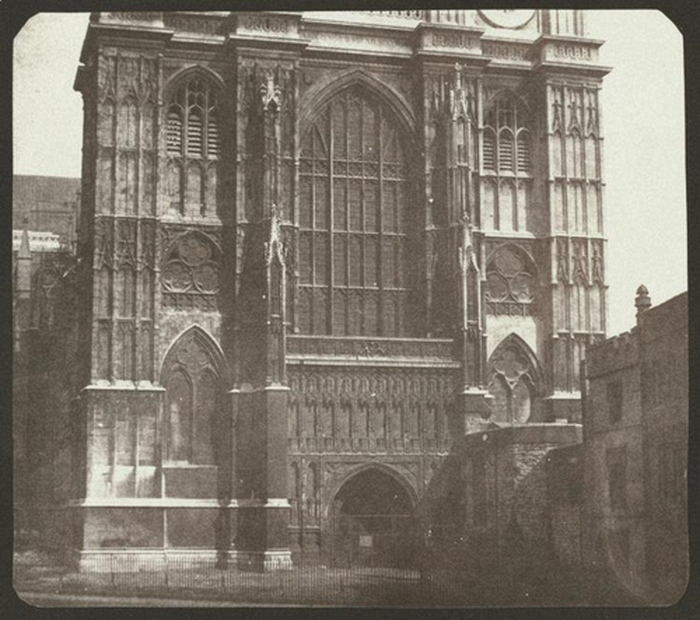
Nicholas Henneman: Westminsterské opatství, 1844
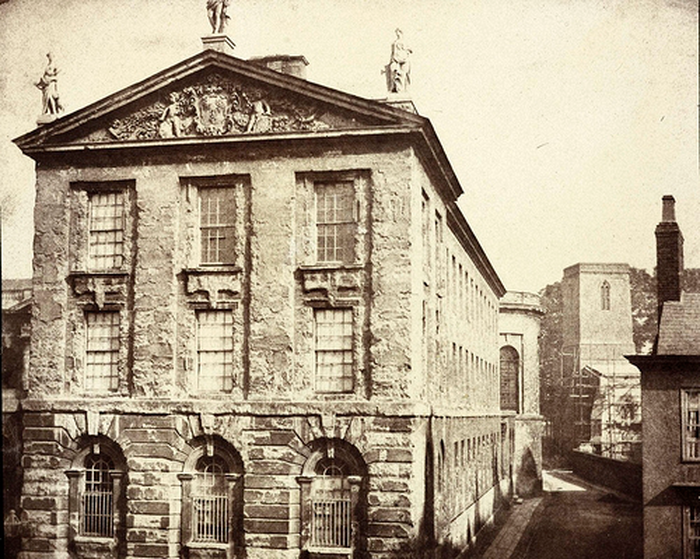
Nicholas Henneman: Queens College, Oxford, 1844–1845
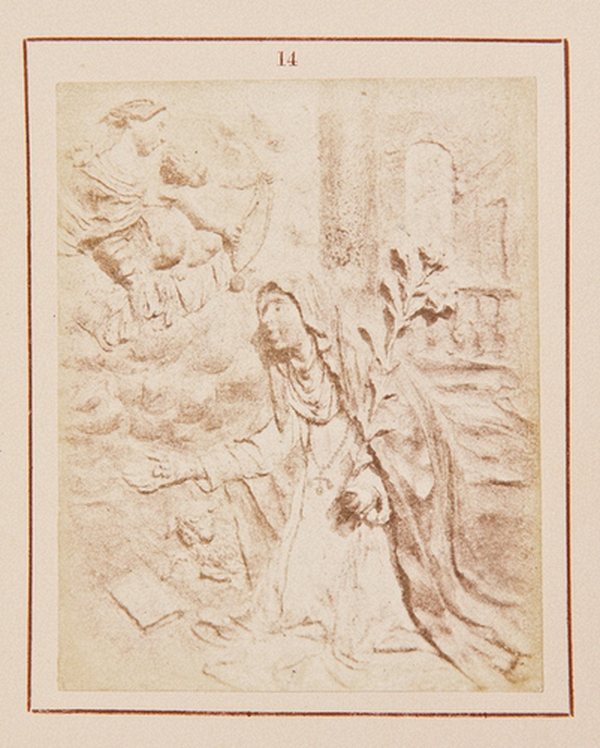
Nicholas Henneman: Letopisy španělských umělců, ilustrace č. 14
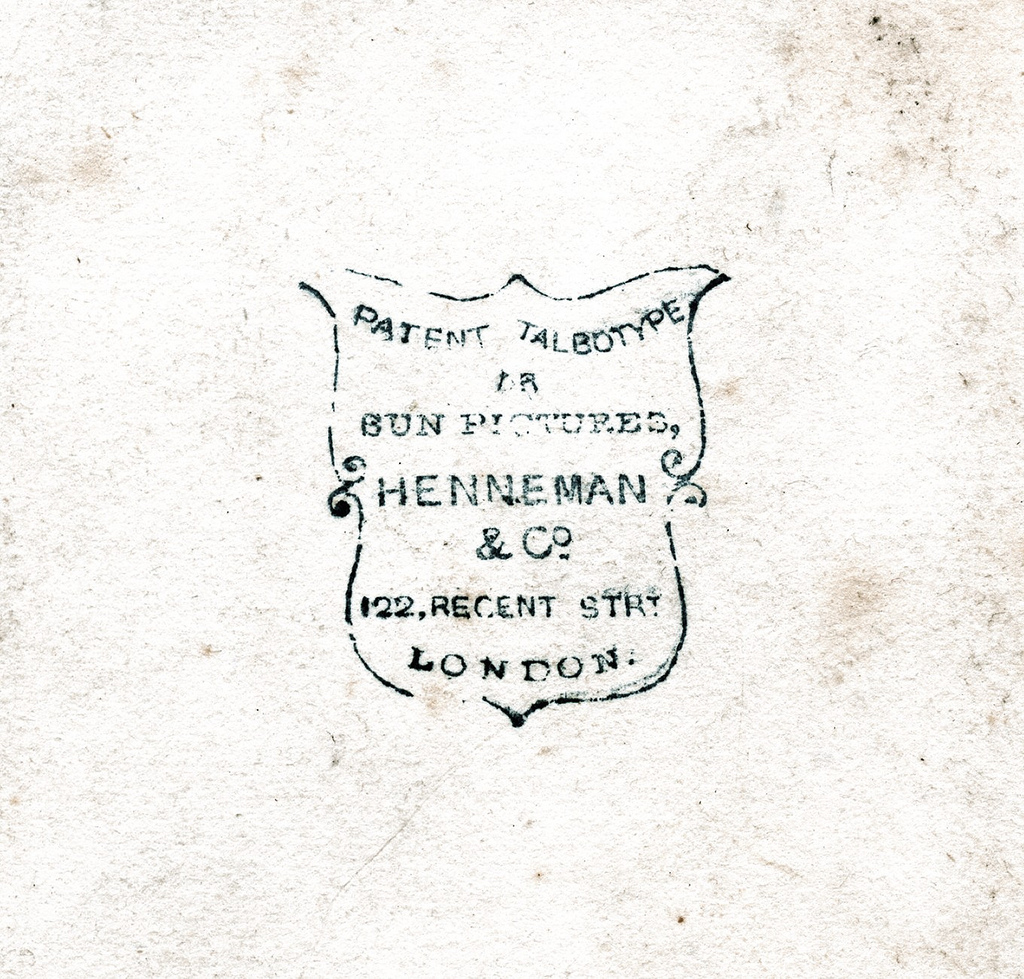
Logo společnosti Henneman & Co.

## Osobní život
V roce 1846 se Henneman oženil s vdovou Sarah Price. V manželství nebyly žádné děti. Sarah Price zemřela 8. března 1848. Dne 24. července 1852 se fotograf podruhé oženil se Sarah Ann Carverovou. V červenci 1853 byl v kostele Panny Marie ve Виллесден pokřtěn nejstarší syn fotografa Charles Nicholl. V roce 1855 se mu narodil druhý syn George a v roce 1857 třetí syn Theodore. Tito dva synové nepřežili svého otce: Theodore zemřel v roce 1891 a George v roce 1897. Charles svého otce přežil a zúčastnil se jeho pohřbu. Hennemann měl také čtvrtého syna Louise, o němž je známo pouze datum narození – 1858.

## Kreativita

Antoine Claudet nebo Nicholas Hennemann (?): Šachisté, mezi 1843 a 1847

Hennemann byl svými současníky vnímán jako inteligentní a oddaný pracovník. Jako spolupracovník Talbota v opatství Lacock pomáhal při fotografování, vědeckých experimentech s fotografiemi a při jejich tisku. Předpokládá se, že pořídil mnoho fotografií, z nichž některé jsou pravděpodobně v současné době přisuzovány Talbotovi. Hennemannova loajalita a nadšení posílily Talbotovu náladu a odhodlání během let boje proti daguerrotypii. Vědci však nevěří, že fotograf měl velké schopnosti.
Henneman vyškolil několik úspěšných fotografů v opatství Lacock a v Londýně, ale sám nikdy nedosáhl výšky uměleckých a technických dovedností. V padesátých letech 19. století byl Hennemann opakovaně veřejně obviňován ze skutečnosti, že na fotografiích, které vytvořil, obraz rychle mizí a dokonce mizí. Talbot, jak naznačují někteří vědci, vnímal Hennemanna jako svého manažera a důvěřoval mu v komerční stránku kalotypu a zanechal za sebou kreativní a vědecké složky. Po celý život zůstali Henneman a Talbot blízkými přáteli.
Slavné fotografie šachistů pořízené za účasti Antoina Clauda a Talbota ve 40. letech 18. století jsou spojeny se jménem Hennemann. Otisky fotografií neobsahují podpis autora, ale byl to Henneman, kdo publikoval některé z těchto fotografií poprvé. Fotografie v seriálu jsou přisuzovány historiky současného umění různým fotografům z Talbotova kruhu přátel. Mezi nejdůvěryhodnější zdroje patří sám Fox Talbot, Antoine Claudet a Nicholas Hennemann. Některé fotografie obsahují známky nebo značky, které naznačují, že je Hennemann nabízel k prodeji za cenu tří šilinků v Londýně v letech 1847 až 1851. Pokud je známo, žádný z negativů těchto fotografií se nedochoval.
V současné době (2020) vědci v Metropolitním muzeu připisují složení dvou fotografií ze své sbírky Antoineovi Claudovi, i když připouštějí, že sám představuje na fotografiích (v obou případech je zobrazen na fotografiích bez čelenky), snímek musel pořídit někdo jiný. Připouštějí, že Hennemann mohl být autorem skladby (v tomto případě si ji sám pořídil), i když s menší mírou pravděpodobnosti. Schaaf věří, že autorem dvou nejslavnějších fotografií série uchovávaných v Metropolitním muzeu nemohl být Hennemann, který dobře znal technickou stránku fotografie, ale neměl dostatečné znalosti její estetiky. Výzkum Schaaf naznačuje, že snímky byly pořízeny v Claudeově studiu, které vlastnil Hennemann, a poté od něj obdržel Talbot jako platbu za určitý dluh. Velikost fotografií odpovídá velikosti, kterou Claude použil pro své kalotypy. Jeho studiové portréty však obvykle zachycují spíše scenérie a rekvizity než jednoduchou textilii závěsu, jako na portrétech šachistů. Schaaf věří, že tyto fotografie byly pořízeny ve studiu, které vlastnil Claude a které se nachází v londýnském Koloseu v Regent's Parku. Nicholas Henneman je zachycen na řadě fotografií a některé fotografie jsou mu přičítány.

### Fotografie exotických postav

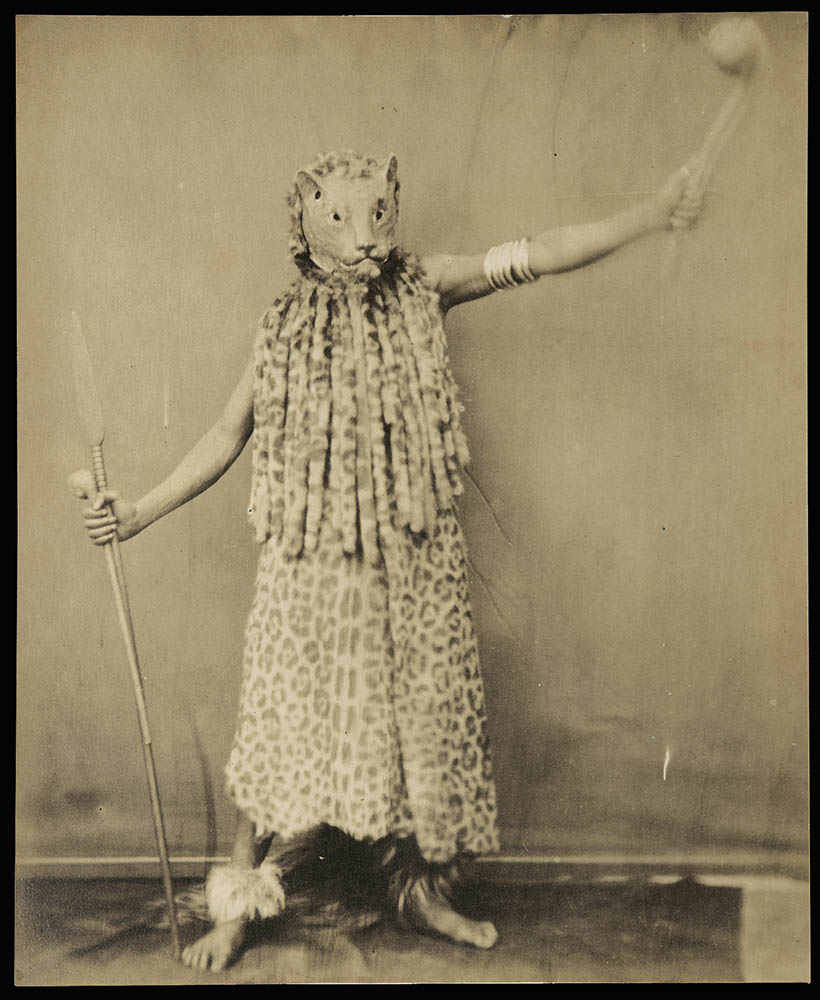
Nicholas Henneman: Zulu v leopardí kůži, 1853

Henneman dostával provize za fotografie exotických postav. Pochvalu současného (2020) kritika umění Ernesta Lacana vzbudily fotografie afrického domorodého kmene Zulů vytvořené Hennemannem v roce 1853. V roce 1852 byla do Londýna přivezena skupina třinácti Zulů, kteří přijeli z Jihoafrické republiky po vystoupení v Kapském Městě. Jak bylo v té době zvykem, byly vystaveny na veřejnosti. Jeden z řečníků kmene Zulů, The Illustrated London News, byl identifikován jako „laureát básníka... který nosí hlavu a límec z tygřích ocasů a leopardí kůže, když zpívá chválu králi.“ Londýn africké domorodce vyděsil, ale fotografovi se podařilo je přimět, aby po celou dobu expozice zůstali nehybně před kamerou. Zulové byli fotografováni v ateliéru na Regent Street před prostým pozadím. Fotografie Zulů Hennemannovi zřejmě přinesly slávu, ale klient zakázal komerční distribuci fotografických tisků nebo litografií, které měly být vytvořeny na jejich základě. Minimálně jedna fotografie se však stala všeobecně známou, protože skončila v Královské sbírce knížete Alberta dne 14. června 1853.
Hennemann také portrétoval pár dospívajících Liliputánů, známých v té době jako Aztéčtí Lilliputáni (Aztec Lilliputians). Španělský obchodník, který se narodil v rolnické rodině v Mexiku a trpěl mikrocefalií, je vylákal z vesnice a slíbil, že je vyléčí ve Spojených státech, ale ve skutečnosti z nich udělal otroky. Na turné v Evropě byli předváděni jako „poslední ze starověkých Aztéků“. V červenci 1853 byl v novinách The Times oznámen příchod trpaslíků do Anglie. Předpokládá se, že většinu svého života prožili na turné po Velké Británii a nakonec se spolu vzali v roce 1867.
Henneman byl hrdý na to, že pořídil jednu z prvních fotografií psa. Tmavá srst a nepředvídatelné chování psů byly pro kalotypii dlouhou dobu neřešitelným problémem. Dne 20. dubna 1847 však Henneman informoval Talbota, že přišel k Mary Russell Mitfordové, v té době populární spisovatelce, aby vytvořil její portrét:
...přiměl jsem ji posadit se k pózování, vzhledem k jejímu věku to vyšlo velmi dobře, myslím, že negativ by měl stát nejméně 25 liber... Prosila mě, abych pořídil snímek jejího psa... abych ji potěšil, samozřejmě jsem jej bez čekání začal fotografovat, koneckonců jsem však neočekával, že zůstane po nezbytnou dobu klidný, navíc měl stejnou barvu (tmavě hnědou), ale bylo úžasné, že zůstal nehybný čtyři minuty, jako by byl mrtvý, takže jsem dostal peníze i za tento negativ...“
Larry J. Schaaf. Aztecs, Ice Skating, & Miss Mitford’s Dog

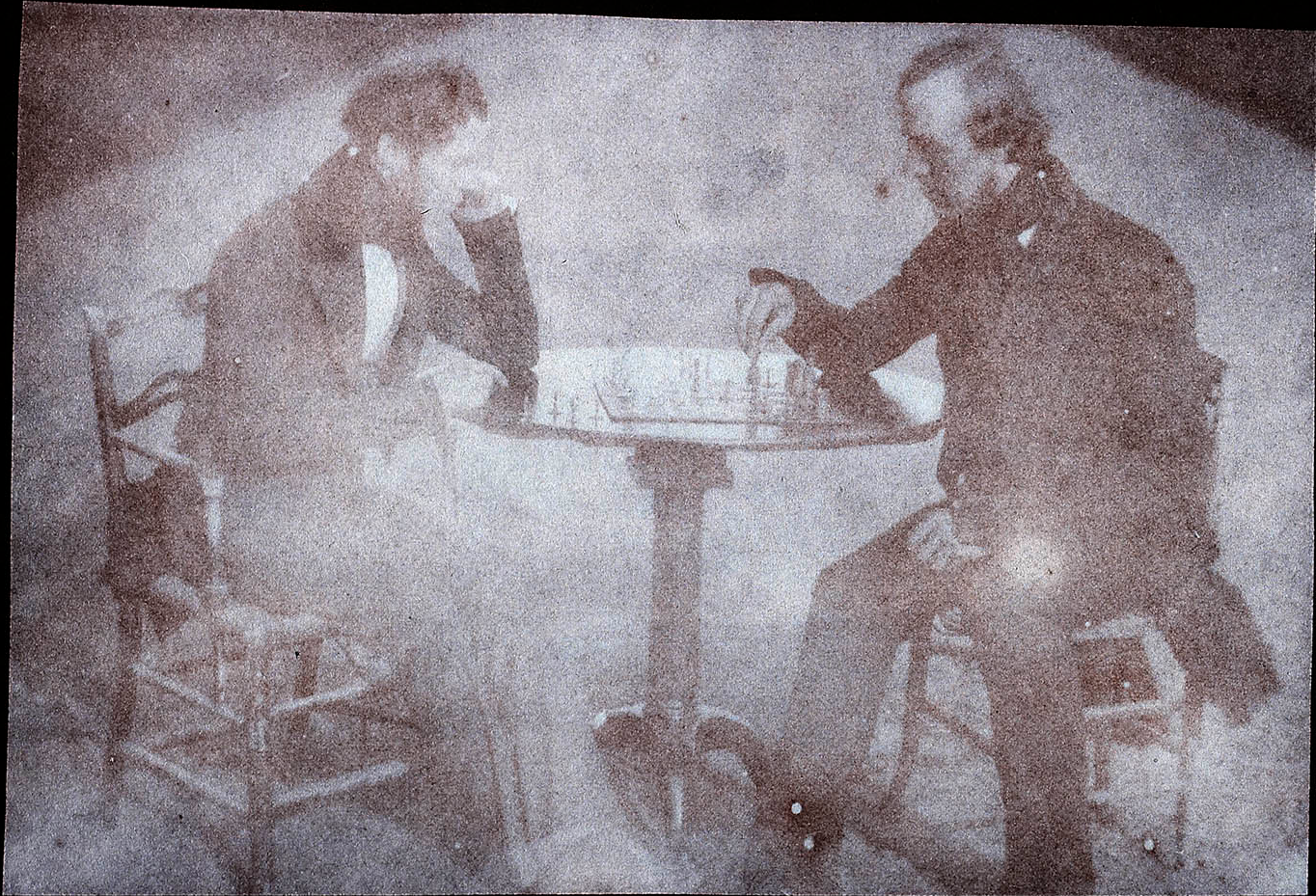
Nicholas Henneman: Šachisté, 40. léta 19. století
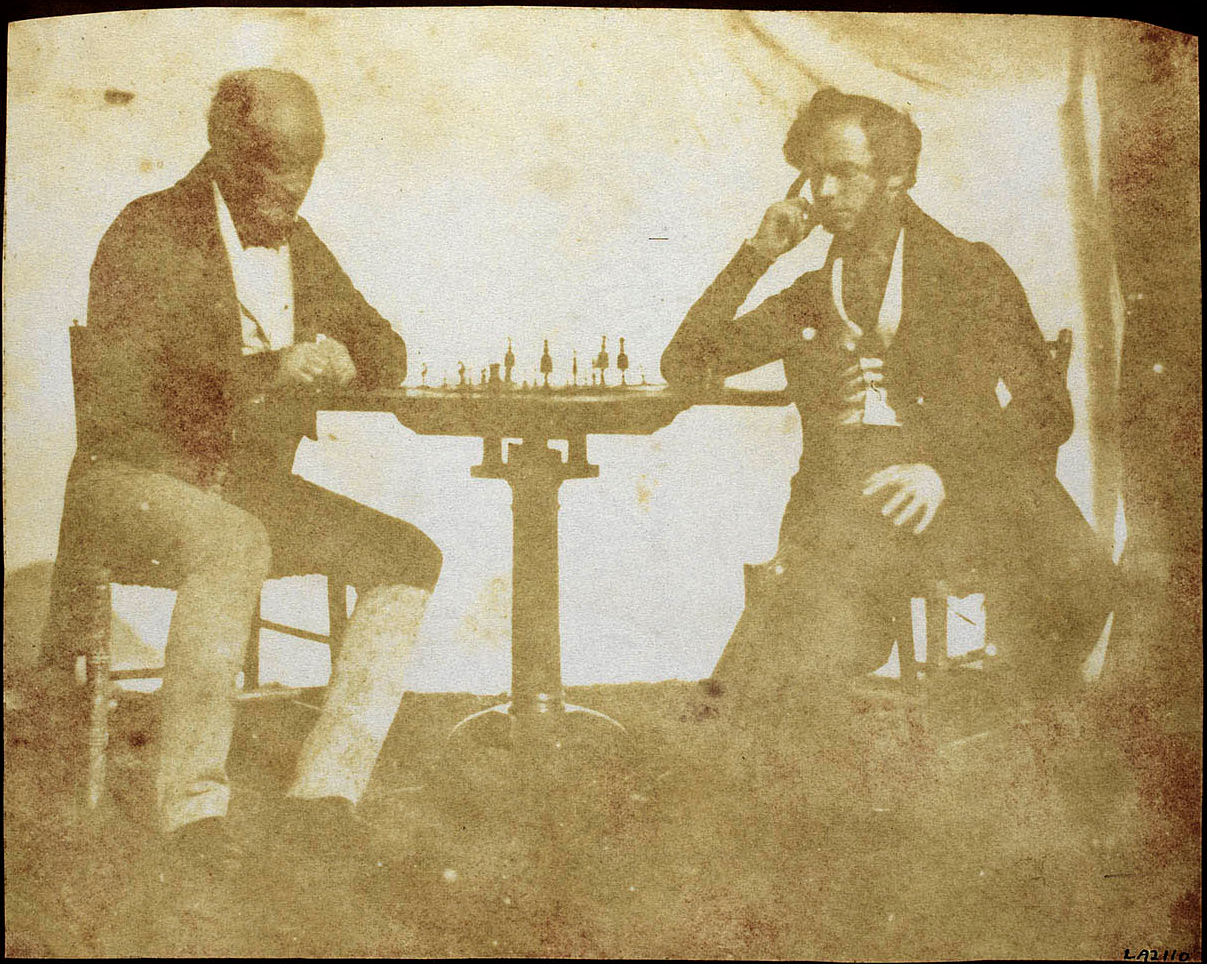
Nicholas Henneman: Šachisté, 40. léta 19. století
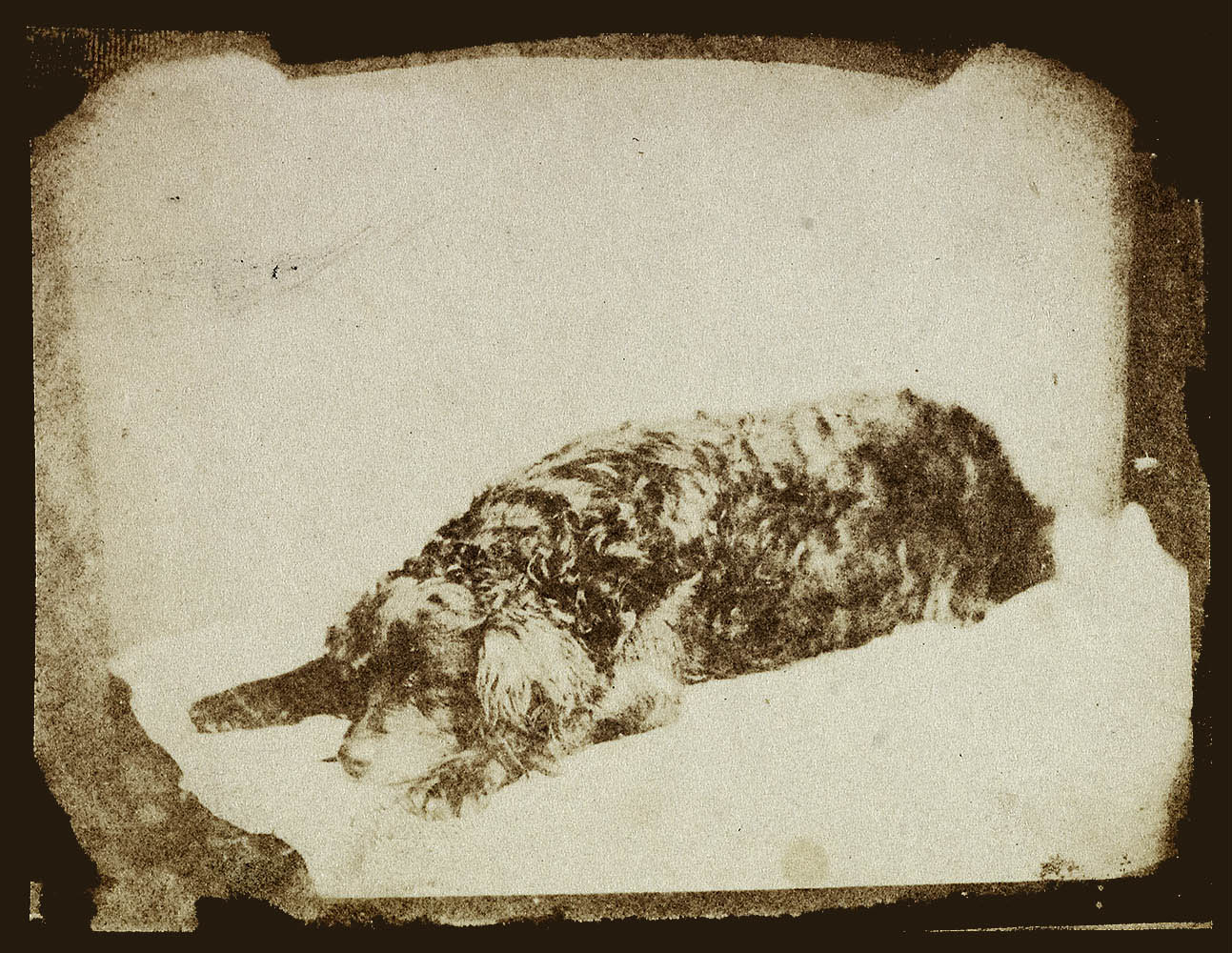
Nicholas Henneman: Pes spisovatelky Mary Russell Mitfordové, 1847
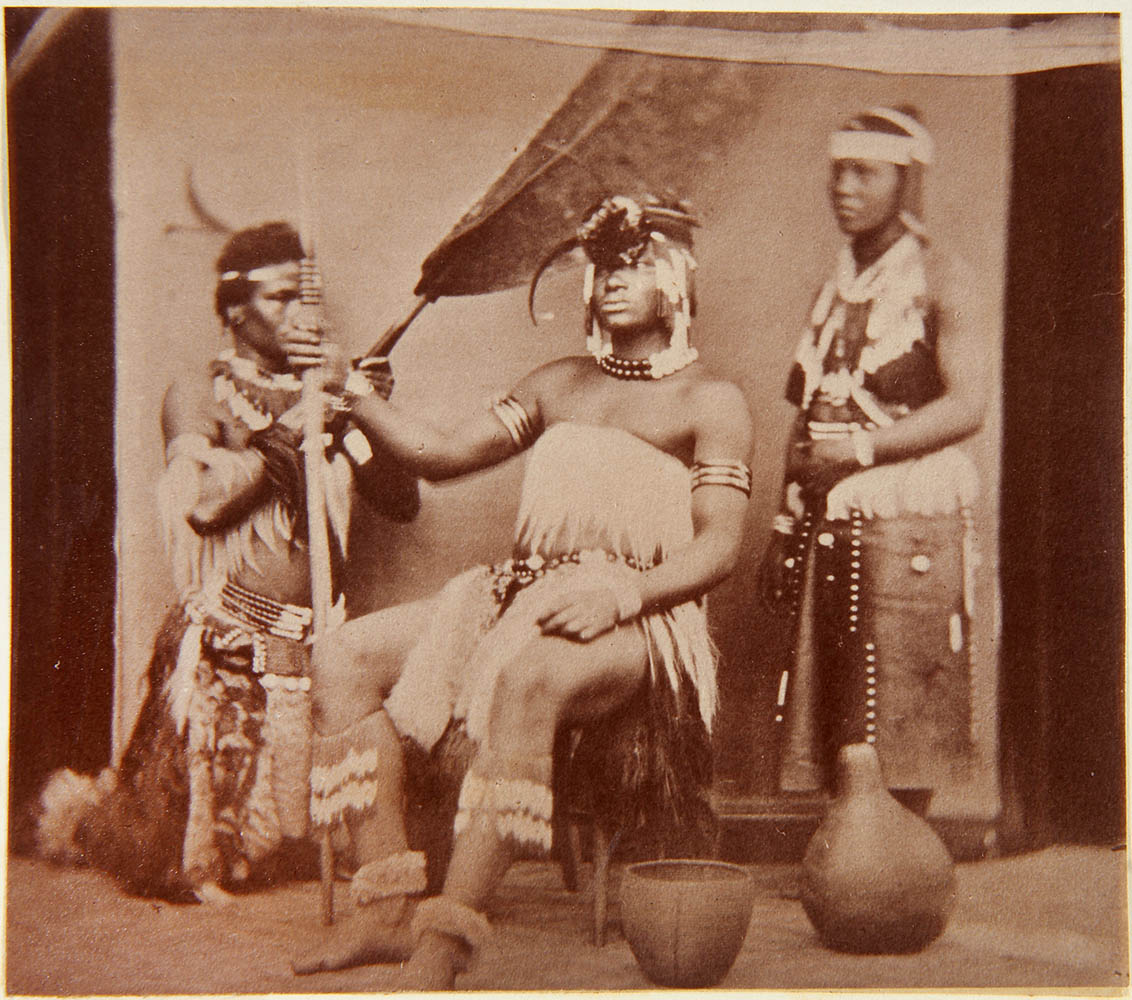
Nicholas Henneman: Zulové, 1853
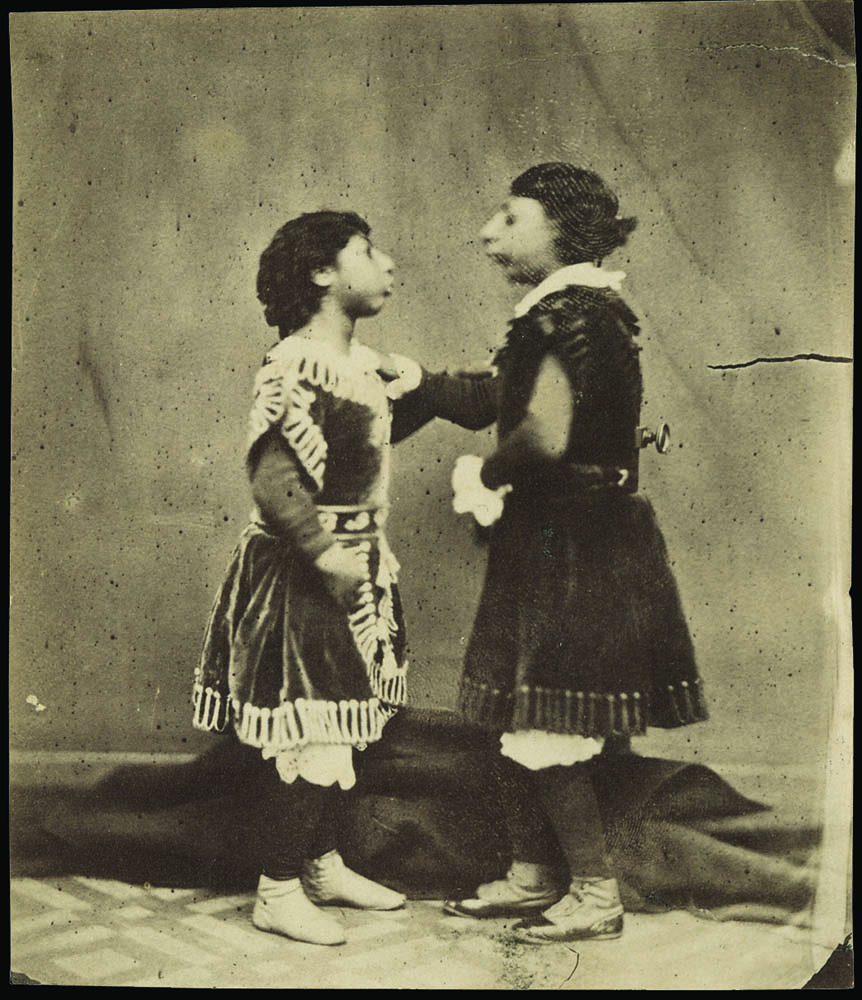
Nicholas Henneman: Aztéčtí Lilliputáni, 1853

## Odkaz
Fotograf byl po dlouhou dobu ve stínu slávy svých přátel a studentů. V současné době (2020) jsou Hennemannovy fotografie ve sbírkách velkých muzeí (Metropolitní muzeum umění, Rijksmuseum v Amsterdamu, Fox Talbot Museum v Lacocku, History of Science Museum v Oxfordu, Muzeum J. Paula Gettyho v Malibu atd.) a v soukromých sbírkách. Několik fotografií Hennemanna je uloženo ve sbírce muzea a výstavního centra ROSFOTO v Petrohradě. Tři z nich byly představeny na výstavě „Raná britská fotografie. Ze sbírek ROSFOTO.“ na podzim roku 2017.